# AQUAPAZZA
『AQUAPAZZA -AQUAPLUS DREAM MATCH-』（アクアパッツァ アクアプラスドリームマッチ）は、2011年に日本のアクアプラスより発売したアーケードゲーム。ジャンルは2D対戦型格闘ゲームである。

## 概要
アクプラ初のアーケード用作品。『To Heart』を始めとするアクプラ作品のキャラクター同士が多彩な技を駆使して戦うクロスオーバー作品でもある。
開発はエクサムが行った。システム基板にはタイトーの「Taito Type X2」、店舗配信には同社の通信システム「NESiCAxLive」が用いられている。
2011年12月1日には、新キャラクターの追加やゲームバランスの調整などを行なったアップデート版『Version1.5A』、2012年4月4日には『Version2.0』が稼働を開始した。なお、新キャラクターを使用するには、公式モバイルサイト「アクアパッツァモバイル」でキャラクターを購入する必要がある。2013年7月25日には、PlayStation 3版（後述）で登場した新パートナーキャラクターの追加や『Version1.5A』以降の追加キャラクターが無条件で使用可能になった『Version2.01』が稼働を開始した。
2011年12月29日には、コンシューマ移植が決定した旨が発表された。PlayStation 3移植版が当初は2012年6月28日に発売される予定であったが、諸事情により7月26日へ延期されたうえ、ネットワーク関連の一部不具合によりさらに8月未定へと延期された。その後、改めて決定した発売日の8月30日に発売された。
2025年にSteamにてWindows版が配信予定。英語、中国語（繁体字）対応。

## システム
8方向レバーと4ボタンを使用して操作する。レバーは移動動作・しゃがみ・ジャンプ・ガードに用い、A・B・Cボタンは攻撃、Dボタンはパートナーの行動に用いる。

### 操作モード
ノーマルモード
通常操作でプレイするモード。Aボタンが弱攻撃、Bボタンが中攻撃、Cボタンが強攻撃に対応する。
シンプルモード
ボタンの種類や必殺技の入力コマンドなどを簡略化し、簡単な操作でプレイできるモード。A・Bボタンが通常技、Cボタンが必殺技に対応する。コマンドの関係上、ノーマルモードで使用可能なシステムの一部が使用できなくなる。

### パワーゲージ
対戦画面の下部に表示されているゲージ。各種攻撃動作や防御動作によって上昇し、ノーマルモードでは最大5本、シンプルモードでは最大3本までストックすることが可能。ストックされたゲージを消費することで、「超必殺技」「スプラッシュアーツ」「レジストスマッシュ」「アクティブアシスト」「パッシブアシスト」を発動することができる。
超必殺技
パワーゲージを1本消費して発動することができる、必殺技よりもさらに強力な大技。各技に設定されているレバー入力のコマンドとA+Bボタン同時押しで発動する。
シンプルモードではレバー入力なし、または特定の方向にレバーを入力しながらA+Bボタンを同時押しすることで、レバー操作に対応した超必殺技が使用できる。ただしキャラクターによっては、ノーマルモードで使用可能な特定の超必殺技が使用できなくなる。
スプラッシュアーツ
対戦画面の上部に表示されている体力ゲージが残り半分以下のとき、パワーゲージを3本消費して発動することができる、超必殺技を超える大技。体力ゲージの周囲が点滅している状態で、各技に設定されているレバー入力のコマンドとB+Cボタン同時押しで発動する。
シンプルモードではレバー入力なし、または特定の方向にレバーを入力しながらB+Cボタンを同時押しすることで、レバー操作に対応したスプラッシュアーツが使用できる。ただしキャラクターによっては、ノーマルモードで使用可能な特定のスプラッシュアーツが使用できなくなる。

### 基本操作
ヘヴィスマッシュ
B+Cボタン同時押しで発動。強力な攻撃を繰り出し、ヒットした相手を大きく吹き飛ばす。
シンプルモードでは使用できない。
レジストスマッシュ
ガード中にB+Cボタン同時押しで発動。パワーゲージを1本消費して、ガードから素早く攻撃を繰り出して反撃する。
シンプルモードでは使用できない。
インパクトガード
相手の攻撃が当たる直前でガードすると発動する、特殊なガード。成功するとエフェクトが発生し、必殺技などによる削りダメージの無効化、ガードクラッシュの回避、好感度（後述）の上昇などの効果を得られる。
ファストスタンディング
相手の攻撃で吹き飛ばされたときに、着地の瞬間までレバーを上方向に入力し続けることで、通常のダウン時よりも早く起き上がることができる。
コンビネーションスマッシュ
ノーマルモード使用時に、A・B・Cの順にタイミングよくボタンを押して発動する連続攻撃。
シンプルコンビネーション
シンプルモード使用時に、Aボタンを連打することで使用できる連続技。

### パートナーアシスト
Dボタンでパートナーによる援護行動が使用できる。レバー入力をしないか、左か右の方向にレバーを入力しながらボタンを押すことで、異なる2種類の技が使用できる（アシストの行動が「補助」タイプのキャラクターは1種類のみ）。使用後は一定時間が経過するまで使用できなくなる。再度使用可能になるまでの時間は状況によって異なる。
パートナーの待機行動は3種類に分かれており、アシスト発動中以外は出現しない「特殊」タイプ、プレイヤーキャラクターの動きに合わせて行動する「追従」タイプ、対戦画面中に待機してアシスト発動時に攻撃する「待機」タイプが存在する。アシストの行動は4種類に分かれており、飛び道具で援護する「射撃」タイプ、突進技などで援護する「打撃」タイプ、飛び道具と打撃技を併せ持つ「万能」タイプ、味方の強化や敵の弱体化を行なう「補助」タイプが存在する。
アクティブアシスト
プレイヤーキャラクターの攻撃時にパートナーアシストのコマンドを入力して発動。パワーゲージを1本消費して、攻撃中にパートナーの援護行動ができる。
パッシブアシスト
ガード中にパートナーアシストのコマンドを入力して発動。パワーゲージを1本消費して、パートナーの援護で防御から攻撃に転じることができる。

### アクティブエモーションシステム
対戦中のプレイヤーキャラクターには「好感度」が設定されている。好感度はプレイヤーが取る行動によって変化し、体力ゲージの脇に表示されているキャラクターのグラフィックとリングの色（最高時は赤、最低時は青）が連動して変化する。攻撃や前進などの積極的な行動を続けることで好感度が上昇すると、攻撃力と防御力が上がり、超必殺技の性能が向上するなどの利点が加わる。ガードや後退などの消極的な行動を続けることで好感度が低下すると、攻撃力と防御力が下がり、ガードクラッシュしやすくなるなどの弱体化が起こる。

## トレーニングモード
アーケード版で搭載。ゲームを開始するときにA+B+C+Dボタンを同時押ししながらスタートボタンを押すことでプレイ可能な練習用モード。対戦画面でスタートボタンを押すとメニュー画面が開き、様々な設定を変更して練習を行なうことができる。

## 登場キャラクター
参戦元での詳細は各作品項目を参照。

### プレイヤー
『うたわれるもの 散りゆく者への子守唄』から登場
ハクオロ
声 - 小山力也
新興國家トゥスクルの統率者。決して取れない仮面など、多くの謎を秘めた人物。
鉄扇を武器に使い、主に接近戦を得意とする。特定の技ではエルルゥ、アルルゥ、ムックル、ガチャタラが援護に入る。
カルラ
声 - 田中敦子
高い戦闘力を誇るギリヤギナ族の女剣奴。
大刀を武器に使い、全体的に大振りだが威力に優れる攻撃を得意とする。
トウカ
声 - 三宅華也
武の素質と義を重んじる高潔さを併せ持つエヴェンクルガ族の武人。
日本刀を武器に使い、居合を用いたリーチの長い攻撃を得意とする。
オボロ
声 - 桐井大介
『Version2.0』で追加。
狩猟民族の若き族長にして盗賊。ハクオロに仕える忠臣の一人。
二刀流の使い手で、軽快な動きを活かした攻撃を得意とする。特定の技ではドリィ、グラァが援護に入る。
『ティアーズ・トゥ・ティアラ 花冠の大地』から登場
アロウン
声 - 大川透
数千年の眠りを経て復活した黒衣の魔王。
長剣「エドラム」によるスタンダードな斬撃の他、特殊な効果を発揮する魔法などトリッキーな技を持つ。
モルガン
声 - 中原麻衣
ゲール族の次席狩人。リアンノンの幼馴染。
弓矢を主力武器として使う他、接近戦では体術や短剣を使い、機動力の高さを活かした戦い方を得意とする。
リアンノン
声 - 後藤邑子
失われた古代王国の血を引く託宣の巫女。
杖を武器に使い、リーチの長い攻撃と、特殊な性質を持つ多彩な魔法技を使いこなす。
『ToHeart2』から登場
向坂環（こうさか たまき）
声 - 伊藤静
皆の姉的存在である文武両道の才女。このみの幼馴染。
主にプロレス技を使い、威力に優れる多彩な投げ技を使いこなす。
柚原このみ（ゆずはら このみ）
声 - 長谷優里奈
占いと食事が好きな世話焼きの少女。環の幼馴染。
相手を攪乱しやすい高い機動力を誇り、打撃格闘と鞄を武器にした技を使いこなす。
小牧愛佳（こまき まなか）
声 - 力丸乃りこ
頑張り屋だがドジなところのある学級副委員長。
積み重ねた本を武器に使う他、本棚を出現させて押し倒す攻撃など、奇抜な動作の技を持つ。
『To Heart』から登場
マルチ
声 - 堀江由衣
正式名称はHMX-12型。来栖川エレクトロニクスが開発した試作型家庭用ロボット。
モップを武器に使い、モップがけで特殊な効果を発生させるなど、癖のある技を持つ。
『ToHeart2 ダンジョントラベラーズ』から登場
久寿川ささら（くすがわ ささら）
声 - 小野涼子
『Version1.5A』で追加。
まーりゃんの後任を務める生徒会長。ある出来事からRPGの世界を彷徨っている。
槍と盾を装備しており、防御を固めつつ攻撃したり、自身の能力を強化する技などを持つ。
『痕』から登場
柏木千鶴（かしわぎ ちづる）
声 - 柚木涼香
『Version2.0』で追加。
柏木家四姉妹の長女にして家長。仕草が特徴的で、温和な性格の持ち主。
鬼の力を操り、赤いオーラを纏った攻撃や、自身の能力を強化する技などを持つ。
PS3版の「ANOTHER STORY」では、アクアパッツァ事件の終結後、ある理由から求めた「八咫鏡」の依代と化す。「ANOTHER STORY」「SCORE ATTACK」では、性能が強化された状態で最終ボスを務める。性能は各モードによって異なる。

### パートナー
『Routes -ルーツ-』から登場
湯浅皐月（ゆあさ さつき）
声 - 釘宮理恵
愛銃「ちーちゃん」を手に、あるものを探している高校生。
行動は「追従」「射撃」タイプ。単発と連射の発砲攻撃を使う。
『こみっくパーティー』から登場
高瀬瑞希（たかせ みずき）
声 - 茶山莉子
サブカルチャー好きの仲間を多く持つ大学生。
行動は「待機」「打撃」タイプ。相手に迫って勢いのある打撃技を繰り出して攻撃する。
猪名川由宇（いながわ ゆう）
声 - 茂呂田かおる
『Version1.5A』で追加。
関西方面で名を馳せており、東京進出を狙っている中堅同人漫画家。
行動は「追従」「打撃」タイプ。ハリセンとGペンを武器にした攻撃を使う。
『ティアーズ・トゥ・ティアラ 花冠の大地』から登場
ラスティ
声 - 植田佳奈
鍛冶を得意とする鉱山妖精。
行動は「追従」「打撃」タイプ。大型のハンマーを用いた威力の高い攻撃を使う。
オクタヴィア
声 - 田中理恵
帝国出身の剣士。モルガンの親友。
行動は「追従」「万能」タイプ。衝撃波を起こす技と、突進して斬りつける技を持つ。
スィール
声 - 名塚佳織
『Version2.0』で追加。
「水辺の妖精」の異名を持つアザラシ妖精。
行動は「追従」「万能」タイプ。地面から氷塊を生み出す技と、槍を用いて防御から攻撃に転ずる技を使う。
『うたわれるもの 散りゆく者への子守唄』から登場
ウルトリィ
声 - 大原さやか
宗教國家オンカミヤムカイの第一皇女。カミュの姉。
行動は「待機」「射撃」タイプ。相手の位置に落ちる雷と、相手を遠ざける風の攻撃を使う。
カミュ
声 - 釘宮理恵
宗教國家オンカミヤムカイの第二皇女。ウルトリィの妹。
行動は「待機」「射撃」タイプ。斜め下に飛ぶ炎の弾と、相手の上に黒い霧を起こす攻撃を使う。
『ToHeart2』から登場
十波由真（となみ ゆま）
声 - 生天目仁美
活発で負けず嫌いな少女。愛佳の友人。
行動は「待機」「打撃」タイプ。対戦画面の外から現れて、MTBに乗りながら攻撃する。
まーりゃん
詳細は下記を参照。
『WHITE ALBUM』から登場
森川由綺（もりかわ ゆき）
声 - 平野綾
新進気鋭のアイドル歌手。理奈の後輩。
行動は「特殊」「補助」タイプ。アシスト発動時のみ姿を現して、相手のアシストを使用不可能にしながら守りを強化する攻撃補助を行なう。
緒方理奈（おがた りな）
声 - 水樹奈々
実力派の人気アイドル。由綺の先輩。
行動は「特殊」「補助」タイプ。アシスト発動時のみ姿を現して、相手のアシストを使用不可能にしながら攻めを強化する攻撃補助を行なう。
『To Heart』から登場
来栖川芹香（くるすがわ せりか）
声 - 岩男潤子
『Version2.0』で追加。
来栖川グループの令嬢。無口で感情表現に乏しいオカルトマニア。
行動は「待機」「万能」タイプ。相手の姿を模した虚像を生み出す技と、相手を魔法陣で拘束する技を使う。

### ボス
『ToHeart2』から登場
まーりゃん
声 - 小暮英麻
既に学校を卒業していながら、今も頻繁に学校に現れる、人騒がせな元生徒会長。
あるとき禁呪の書に作り方が記されていた媚薬を作ろうとして、人を意のままに操る“狂った水”「アクアパッツァ」を作り出し、その影響によって融合した数々の並行世界を征服しようと企んでいる。
パートナー扱いであり、ボスとして登場する場合はプレイヤーキャラクターに応じて特殊仕様のハクオロ、アロウン、環のいずれかを下僕として呼び出してくる。
行動は「追従」「万能」タイプ。ロケット花火を発射する技と、跳び上がって急降下蹴りを繰り出す技を持つ。
アーケード版では稼動開始1か月後の7月22日よりアンロックされ、プレイヤー用に調整された性能で使用可能となった。
まーりゃん (BOSS)
PS3版で追加。アーケード版『Version2.01』にも登場。
CPU戦のボスとして登場するときと同様に、マントを羽織っている。ただし、技はボスのものとは異なる。
行動は「追従」「万能」タイプ。相手の足元に落とし穴を設置する技と、軌道を変化させた急降下蹴りを繰り出す技を持つ。
『痕』から登場
柏木千鶴
PS3版の「ANOTHER STORY」「SCORE ATTACK」のボス。
詳細は上記を参照。

### その他
『うたわれるもの 散りゆく者への子守唄』から登場
エルルゥ
声 - 柚木涼香
新興國家トゥスクルの薬師見習い。アルルゥの姉。ハクオロのデモや特定の技で登場する。
アルルゥ
声 - 沢城みゆき
エルルゥの妹で、カミュの親友。ハクオロのデモや特定の技で登場する。
ムックル
声 - 下山吉光
アルルゥと共に戦う白虎。ハクオロのデモや特定の技で登場する。
ドリィ、グラァ
声 - 渡辺明乃
オボロを「若様」と呼んで仕える双子の弓使い。オボロのデモや特定の技で登場する。
ユズハ
声 - 中原麻衣
オボロの異母妹。オボロのエンディングで登場する。
『ToHeart2』から登場
よっち
声 - 太田佳織
本名は吉岡チエ。このみの親友。このみのデモで登場する。
ちゃる
声 - 笠原あきら
本名は山田ミチル。このみの親友。このみのデモで登場する。
ゲンジ丸（ゲンジまる）
このみの愛犬。このみのデモやスプラッシュアーツで登場する。
河野貴明（こうの たかあき）
環とこのみの幼馴染。環のエンディングで登場する。
姫百合珊瑚（ひめゆり さんご）
声 - 石塚さより（PS3版のみ）
イベントシーンで登場。まーりゃんが作った「アクアパッツァ」によって引き起こされた異変を知り、原因究明と事件解決のため、プレイヤーキャラクターに協力を依頼してくる。
『To Heart』から登場
セリオ
正式名称はHMX-13型。マルチの姉妹機である試作型メイドロボット。マルチのスプラッシュアーツで量産型マルチの大群が走り抜けた後にワンテンポ送れて走り抜けていく。
長瀬主任（ながせしゅにん）
声 - 楠見尚己（PS3版のみ）
本名は長瀬源五郎。マルチの開発者。マルチのエンディングで登場する。
『痕』から登場
柏木初音（かしわぎ はつね）
声 - 水橋かおり（PS3版のみ）
千鶴の妹で、柏木姉妹の四女。千鶴のエンディングと「ANOTHER STORY」のイベントシーンで登場する。
柏木梓（かしわぎ あずさ）
声 - 中島沙樹（PS3版のみ）
千鶴の妹で、柏木姉妹の次女。千鶴のエンディングで登場する。
柏木楓（かしわぎ かえで）
声 - 小野涼子（PS3版のみ）
千鶴の妹で、柏木姉妹の三女。千鶴のエンディングで登場する。
柏木耕一（かしわぎ こういち）
柏木姉妹の従兄弟。千鶴のエンディングで登場する。

## 主題歌
PS3版のみ。
オープニングテーマ「Future World」
作詞 - 須谷尚子 / 作曲 - 石川真也 / 編曲 - 石川真也、衣笠道雄 / 歌 - Suara
エンディングテーマ「Thanks a lot」
作詞 - 須谷尚子 / 作曲・編曲 - 衣笠道雄 / 歌 - 津田朱里